# VR 트레드밀
VR 트레드밀(VR treadmil)은 VR을 사용하는 게임 등을 보다 더 생생하게 체험하기 위한 장비이다.

## 개요
기존 VR장비인 오큘러스 리프트(Oculus Rift), HTC 바이브(HTC Vive) 등에 결합하여 가상현실을 좀 더 현실적으로 체험할 수 있도록 해주는 장비이다. VR 트레드밀은 트레드밀에서 파생되었으며, 360도 모든 방향으로 제자리 걷기, 제자리 뛰기나 앉기 등과 같은 다양한 움직임이 현재 구현 가능하며 안전을 위해 허리 스트랩(지지대)과 함께 전용 신발을 더했다. 

## 미래
VR 트레드밀은 많은 분야에서 융합되어 사용 가능한데 국방, 게임, 다이어트 등에서 사용 가능하다. 
실제로 국방ICT 융합기술관에서는 특수 제작된 공간에서 군인이 개인 훈련을 하는데 바닥은 트레드밀이 설치되어 있어 실제와 같은 전투 훈련이 가능하다고 말한다. 이를테면 소총을 들고 사격하는 자세, 대검을 활용하는 법, 이동 중에 권총을 뽑아 사격하는 등의 형태로 훈련이 진행된다고 밝혔다.
국방분야 뿐만 아니라 가장 많은 곳에 사용될 분야는 게임분야이다. VR 트레드밀을 통한 게임들은 현재 개발되고 있다. 많은 게임들이 출시되지는 않았지만 옴니, 버추얼라이저, 퀀텀 등이 나오면서 서서히 컨텐츠를 확장하고 있는데 VR 트레드밀 유저끼리만의 게임을 만드는 것이 목표이며, 중국 게임 유통사 '히어로 엔터테인먼트'는 '옴니'와 제휴하면서 VR 트레드밀만의 e-sport를 개발하는 것을 목표로 삼았다. 국방 뿐만 아니라 의료에 관해서도 그 빛을 발하고 있는데, 'Lancet'의 개발자들은 VR 트레드밀을 이용하여 노인들의 낙상 예방 효과를 얻을 수 있으며, 운동능력 향상 등 여러 의료분야에 관해서 효과적이라는 평을 받고 있다. 마지막으로 '가상현실'이라는 특성상 위에서도 언급한바 있듯이 국방쪽에서도 사용이 많이되는데 그 이외에도 언제 있을지 모르는 사고나 재난 등을 시뮬레이션할 수 있게끔 VR 트레드밀을 시뮬레이션 장비로 이용한다. VR 트레드밀을 이용하면 더욱 실질적인 교육이 가능하여 실제 상황에 충분히 대비할 수 있다는 평가 때문에 여러 재난, 사고 시뮬레이션에 대해서 각광받으며 기존 실습 현장보다 더 위험하지만 덜 위험한 실습이 가능하여 호평을 받고 있다. 현재 많은 기업에서 개발중에 있으며, 안전교육 분야로 점차 확대 될 예정이다.

## 사건 사고
처음에 옴니가 얘기했던 해외 배송을 이야기 하다가 제품이 완성된 이후 부품이 추가가 되고, 무게가 늘어나면서 배송비만 미국 내에서도 200 달러가 발생하는 사건이 일어났다. 따라서 옴니측은 해외 배송을 포기하며, 크라우드 펀딩에 참여했던 참여자들에게 환불을 해주는 사태가 일어났으며, 미국 내 배송자에게도 배송비 문제로 환불을 해줘야 했던 사건이 있었다.

## 같이 보기
- 가상현실
- 증강현실(AR)

## 참고 문헌
박희진, 강태훈, 이현주, 문전일. (2015). 사용자 의도를 반영한 트레드밀 연구동향 조사. 한국정밀공학회 학술발표대회 논문집, , 444-445.